# Gaëtan Bille
Gaëtan Bille (Soest, Alemania, 6 de abril de 1988) es un ciclista belga.

## Palmarés
2011
- Zellik-Galmaarden
- 1 etapa del Rhône-Alpes Isère Tour
- 1 etapa de la Ronde de l'Oise

2012
- Gran Premio Pino Cerami

2014
- Flèche du Sud, más 1 etapa
- Gran Premio de la Villa de Pérenchies

2015
- 1 etapa de la Vuelta a Portugal[1]
- Giro del Friuli Venezia Giulia

2018
- 1 etapa del Gran Premio Internacional de Argel
- Tour de la Farmacia Central de Túnez, más 1 etapa

2019
- 1 etapa del Tour de Guadalupe[2]

## Resultados en Grandes Vueltas
| Carrera | Carrera         | 2009 | 2010 | 2011 | 2012 | 2013 | 2014 | 2015 | 2016 | 2017 | 2018 |
| ------- | --------------- | ---- | ---- | ---- | ---- | ---- | ---- | ---- | ---- | ---- | ---- |
|         | Giro de Italia  | —    | —    | —    | Ab.  | —    | —    | —    | —    | —    | —    |
|         | Tour de Francia | —    | —    | —    | —    | —    | —    | —    | —    | —    | —    |
|         | Vuelta a España | —    | —    | —    | —    | —    | —    | —    | —    | —    | —    |

—: no participa

Ab.: abandono